# Ballbreaker
Ballbreaker je glasbeni album skupine AC/DC z leta 1995, na katerem je 11 skladb.

## Seznam skladb
| Št.             | Naslov                        | Dolžina |
| --------------- | ----------------------------- | ------- |
| 1.              | „Hard As a Rock‟              | 4:31    |
| 2.              | „Cover You In Oil‟            | 4:32    |
| 3.              | „The Furor‟                   | 4:10    |
| 4.              | „The Boogie Man‟              | 4:06    |
| 5.              | „The Honey Roll‟              | 5:35    |
| 6.              | „Burnin' Alive‟               | 5:05    |
| 7.              | „Hail Caesar‟                 | 5:14    |
| 8.              | „Love Bomb‟                   | 3:14    |
| 9.              | „Caught With Your Pants Down‟ | 4:14    |
| 10.             | „Whiskey On The Rocks‟        | 4:35    |
| 11.             | „Ballbreaker‟                 | 4:30    |
| Skupna dolžina: | Skupna dolžina:               | 49:46   |